# Secretaría de Obras Públicas (Argentina)
La Secretaría de Obras Públicas de Argentina es una secretaría de estado perteneciente, desde la administración de Javier Milei, al Ministerio de Infraestructura y luego de ser disuelto al Ministerio de Economía, dependiente del Poder Ejecutivo Nacional. Anteriormente, era una dependencia del Ministerio de Obras Públicas. Actualmente su secretario es Luis Enrique Giovine

## Historia
En mayo de 1958, el Poder Legislativo modificó el gabinete y se creó la «Secretaría de Obras Públicas», dependiente del Ministerio de Obras y Servicios Públicos. En septiembre de 1966, se reorganizó el gabinete creándose el Ministerio de Economía y Trabajo y sus secretarías, que incluyeron la «Secretaría de Estado de Obras Públicas». En octubre de 1973, por decreto del presidente Juan Domingo Perón, se crearon las secretarías del Ministerio de Economía, que incluyeron la «Secretaría de Transporte y Obras Públicas». En marzo de 1981 se creó el Ministerio de Obras y Servicios Públicos; constituido por la «Subsecretaría de Obras Públicas», entre otras. En diciembre del mismo año, por decreto presidencial, se creó la «Secretaría de Obras Públicas», dependiente del Ministerio de Obras y Servicios Públicos.
En diciembre de 1983, por decreto presidencial, la Secretaría pasó a denominarse «Subsecretaría de Obras Públicas». Entre 1989 y 1990 el Poder Ejecutivo Nacional disolvió el Ministerio de Obras y Servicios Públicos y constituyó la «Subsecretaría de Obras y Servicios Públicos». En 1991 fue convertida en secretaría. En 1992 pasó al ámbito del Ministerio de Economía y Obras y Servicios Públicos, estando constituida por dos subsecretarías, la de Obras Públicas y la de Comunicaciones. En 1996 la Secretaría de Obras Públicas se fusionó con la Secretaría de Energía y Transporte en la «Secretaría de Obras y Servicios Públicos». En diciembre de 1999, por decreto del presidente Fernando de la Rúa, se modificó el gabinete creándose el Ministerio de Infraestructura y Vivienda, departamento integrado por la Secretaría de Obras Públicas, entre otras. En febrero de 2002 pasó del ámbito del Ministerio de Infraestructura y Vivienda al de la Presidencia de la Nación. En mayo de 2003 pasó a estar constituido por tres subsecretarías y fue puesta en el ámbito del Ministerio de Planificación Federal, Inversión Pública y Servicios.
En 2015, por decreto del presidente Mauricio Macri, la secretaría pasó a integrar el Ministerio del Interior, Obras Públicas y Vivienda.
En diciembre de 2019, por decreto del presidente Alberto Fernández, la secretaría pasó al ámbito del Ministerio de Obras Públicas. Estaba constituida por la Subsecretaría de Planificación y Coordinación Territorial de la Obra Pública y la Subsecretaría de Ejecución de Obra Pública.
En diciembre de 2023, por decreto del presidente Javier Milei, la secretaría pasó al ámbito del Ministerio de Infraestructura.

## Organismos dependientes
La secretaría quedó conformada por la Dirección Nacional de Arquitectura, la Dirección Nacional de Vialidad, el Instituto Nacional del Agua (INA), el Instituto Nacional de Prevención Sísmica (INPRES), el Ente Nacional de Obras Hídricas de Saneamiento , la Corporación Antiguo Puerto Madero, el Tribunal de Tasaciones de la Nación, el Organismo Regulador de Seguridad de Presas, entre otros.